# Stiria ischune
Stiria ischune là một loài bướm đêm trong họ Noctuidae.